# ウィントゥー

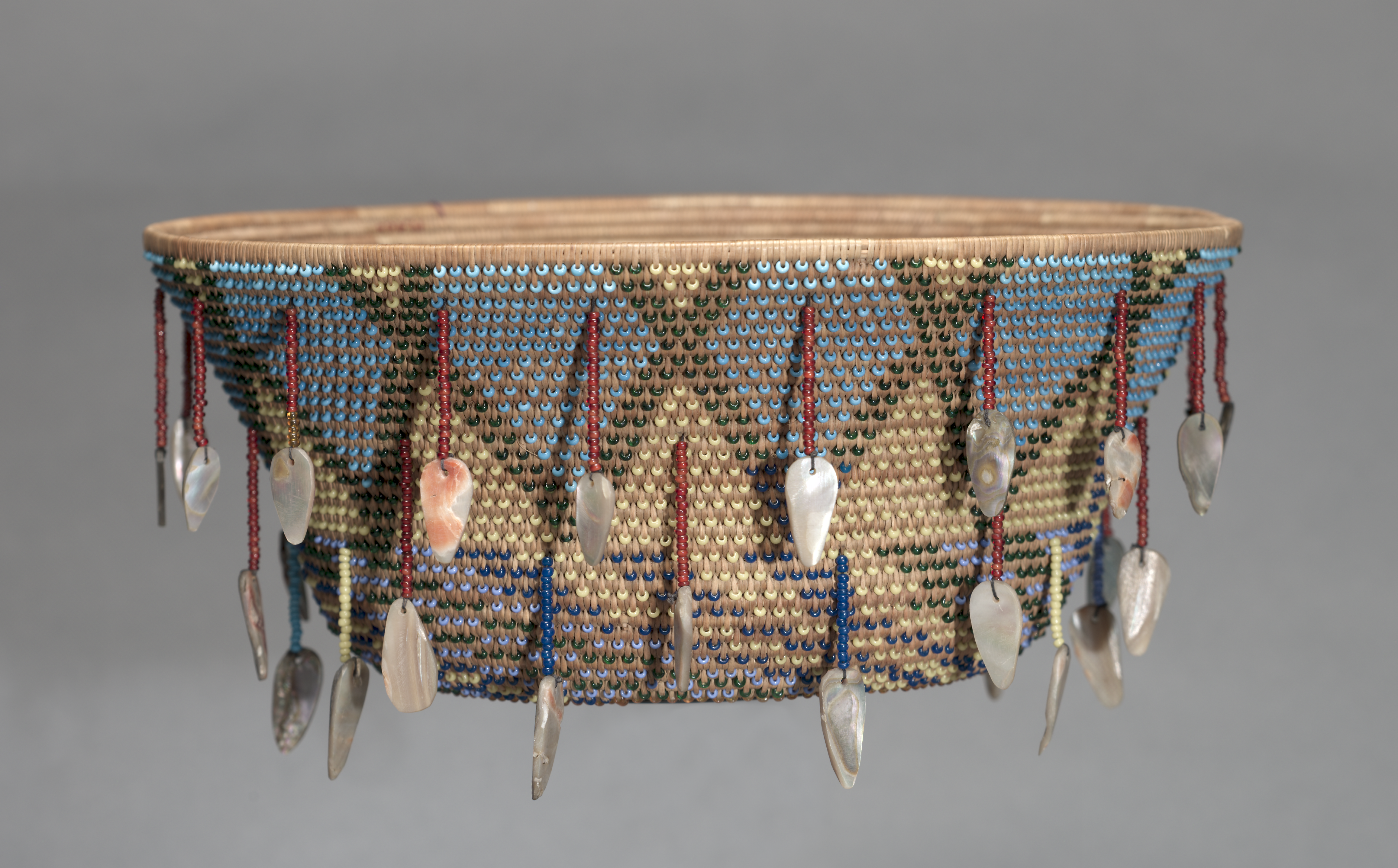
ウィントゥーが作ったバスケット（クリーブランド美術館所蔵）

ウィントゥー（英語: Wintu）は、現在の米国北カリフォルニアに住むネイティブ・アメリカンで、まとめてウィントゥン族）として知られる人々の一部で、他にはノムラキ（Nomlaki）とパトウィン（Patwin）がある。ウィントゥー語はペヌーティ語族に属している。
歴史的には、ウィントゥーはおもにサクラメント川からコースト・レンジまでのサクラメント・バレー北部の西側に住んでいた。ウィントゥ川の範囲には、サクラメント川上流 (ソルト・クリーク水系の南) の南部、マクラウド川の南部、トリニティ川上流も含まれていた。彼らはまた、海岸山脈に伸びる川の西側にある現在のチコの近くにも住んでいた。今日、ほとんどのウィントゥーは、コルサ郡、グレン郡、ヨロ郡、メンドシーノ郡、シャスタ郡の居留地と放牧場に住んでいる。

## 参照項目
- ペヌーティ語族